# Сурпи
Су́рпи (греч. Σούρπη) — крупное село в Греции. Административно относится к общине Алмирос в периферийной единице Магнисия в периферии Фессалия. Расположено на высоте 29 м над уровнем моря, близ залива Пагаситикос Эгейского моря. Население 1457 человек по переписи 2011 года.

## Церковь св. Троицы в Ньесе
Близ Сурпи, в Ньесе находится один из наиболее крупных двухколонных храмов — разрушенная церковь св. Троицы, кафоликон одноимённого византийского монастыря (XII век). Её купол, как и главный купол церкви Богородицы Спасительницы мира (Космосотиры), кафоликона монастыря в Фере (Западная Фракия), укреплялся в восточной части на столбах, вплотную примыкавших к стенам аспиды, а западный край купола покоился на двух колоннах. Другие образцы XI—XII вв. известны преимущественно на острове Андрос.

## Подводные археологические объекты
К 2023 году для посещения дайверами станут доступны подводные археологические объекты у мыса Телеграфос (ακρωτήριο Τηλέγραφος) в Ньесе (место кораблекрушения позднеримского времени) и у мыса Гларос (ακρωτήριο Γλάρου) в Ньесе (место кораблекрушения византийского времени и другие подводные древности — два небольших места для посещения).

## Сообщество
Сообщество Сурпи (Κοινότητα Σούρπης) создано в 1912 году (ΦΕΚ 262Α). В сообщество входит деревня Ньес. Население 1472 человека по переписи 2011 года. Площадь 71,227 км².
| Населённый пункт | Население (2011), человек |
| ---------------- | ------------------------- |
| Ньес             | 15                        |
| Сурпи            | 1457                      |

## Население
| Год  | Население, человек |
| ---- | ------------------ |
| 1991 | 1579               |
| 2001 | 1874               |
| 2011 | ↘ 1457             |